# Asiatischer Esel
Der Asiatische Esel (Equus hemionus) ist ein Wildesel aus der Gattung der Pferde (Equus) innerhalb der Familie der Pferde (Equidae). Er ist äußerlich dem Afrikanischen Esel (Equus asinus) – der Stammform des Hausesels – ähnlich, hat aber auch viele pferdeartige Merkmale; aus diesem Grunde wird er auch als Halbesel oder Pferdeesel bezeichnet. Außerdem ist er unter zahlreichen regionalen Bezeichnungen wie „Khur“ oder „Kulan“ bekannt (siehe Systematik). Der Asiatische Esel bewohnt trockene halbwüsten- und steppenartige Landschaften von West- bis Zentral- und Nordasien und ernährt sich hauptsächlich von harter Grasnahrung. Das Sozialgefüge des Asiatischen Esels gilt als sehr komplex, allerdings ist die Art noch nicht sehr detailliert erforscht. Insgesamt gelten die Bestände als gefährdet.

## Merkmale

### Habitus

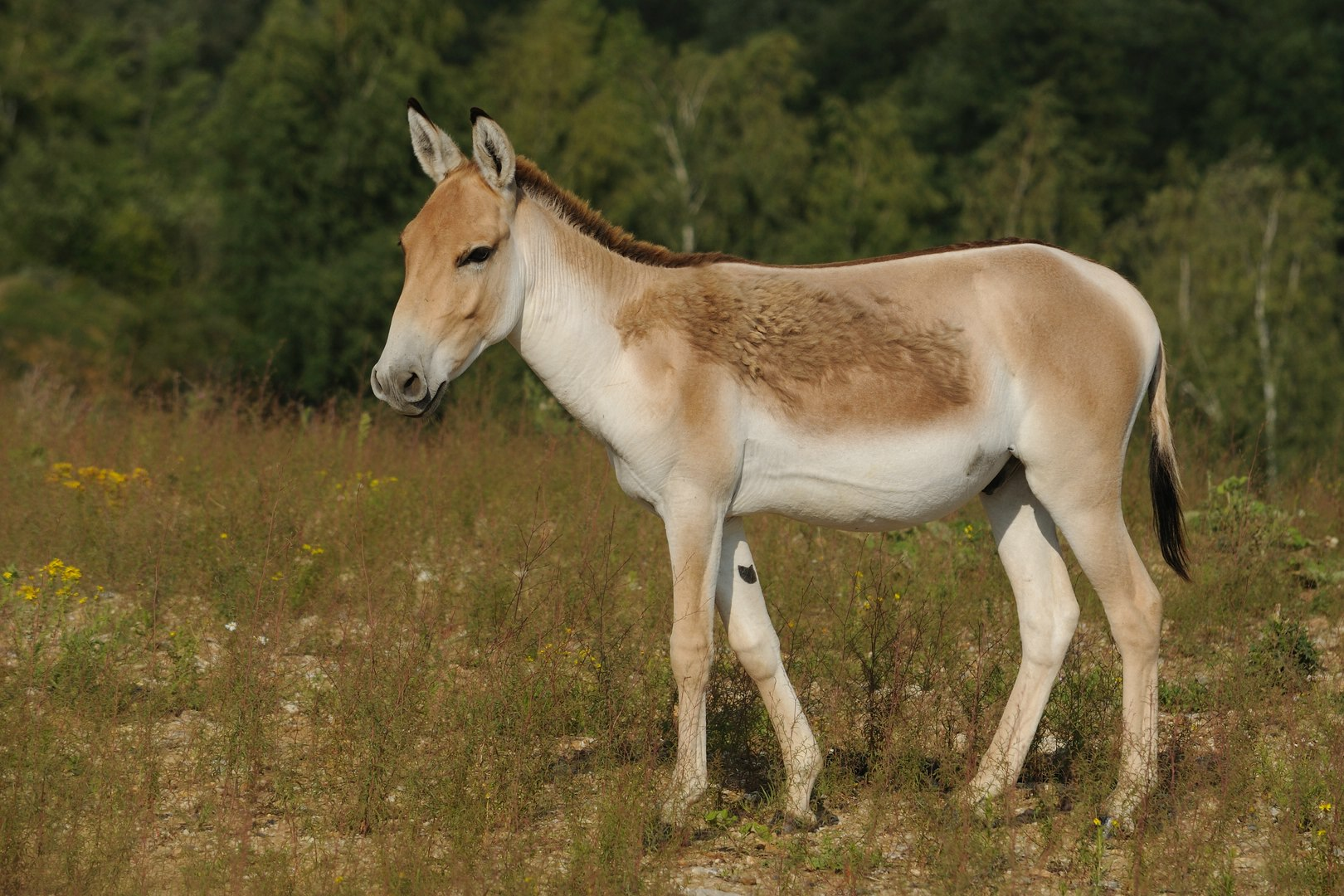
Kulan

Mit einer Kopf-Rumpf-Länge von über 200 cm, zuzüglich einer Schwanzlänge von 40 cm, einer Schulterhöhe von 97 bis 138 cm und einem Gewicht von 200 bis 260 kg ist der Asiatische Esel etwas größer als ein durchschnittlicher Hausesel. Der Sexualdimorphismus ist nur gering ausgeprägt. Allgemein ist die Pferdeart schlank mit langen Beinen. Die Hufe sind breiter als die des Afrikanischen Esels (Equus asinus). Wie bei allen Zebras und Eseln befinden sich die charakteristischen Kastanien, braune schwielenartige Erhebungen, nur an den Vorderbeinen, im Gegensatz zu den Wildpferden, wo sie zusätzlich auch an den Hinterbeinen auftreten. Auch die Ohren sind länger als die des Echten Esels; außerdem sind Schwanzquaste und Mähne weniger ausgeprägt, weiterhin typisch ist auch das Mehlmaul. Die Oberseite ist im kurzhaarigen Sommerfell grau, fahlgelb bis ockerfarben oder rotbraun gefärbt; die Unterseite, der untere Hals und die Beine sind weiß oder teilweise cremefarben. Die einzelnen Unterarten variieren in der Intensität der Fellfarben. Der Übergang der Farben an den Körperseiten ist aber bei allen Formen durch einen sichelmondartigen Verlauf gekennzeichnet, der an den Flanken teilweise hochzieht, sich aber deutlich von der M-Form dieses Übergangs bei den Wildpferden unterscheidet, welches weiterhin auch meist dunklere Fellfarben an den Beinen besitzt. Das langhaarige Winterfell ist generell dunkler gestaltet. Über den Rücken zieht sich ein dunkelbrauner Aalstrich, der im Sommer 60 bis 80, im Winter 70 bis 90 mm breit ist. Häufig wird dieser Rückenstreifen von helleren Fellpartien eingerahmt. Ein horizontales Beinstreifenmuster, was typisch für den Afrikanischen Esel ist, tritt beim Asiatischen Esel nur selten auf.

### Schädel- und Gebissmerkmale

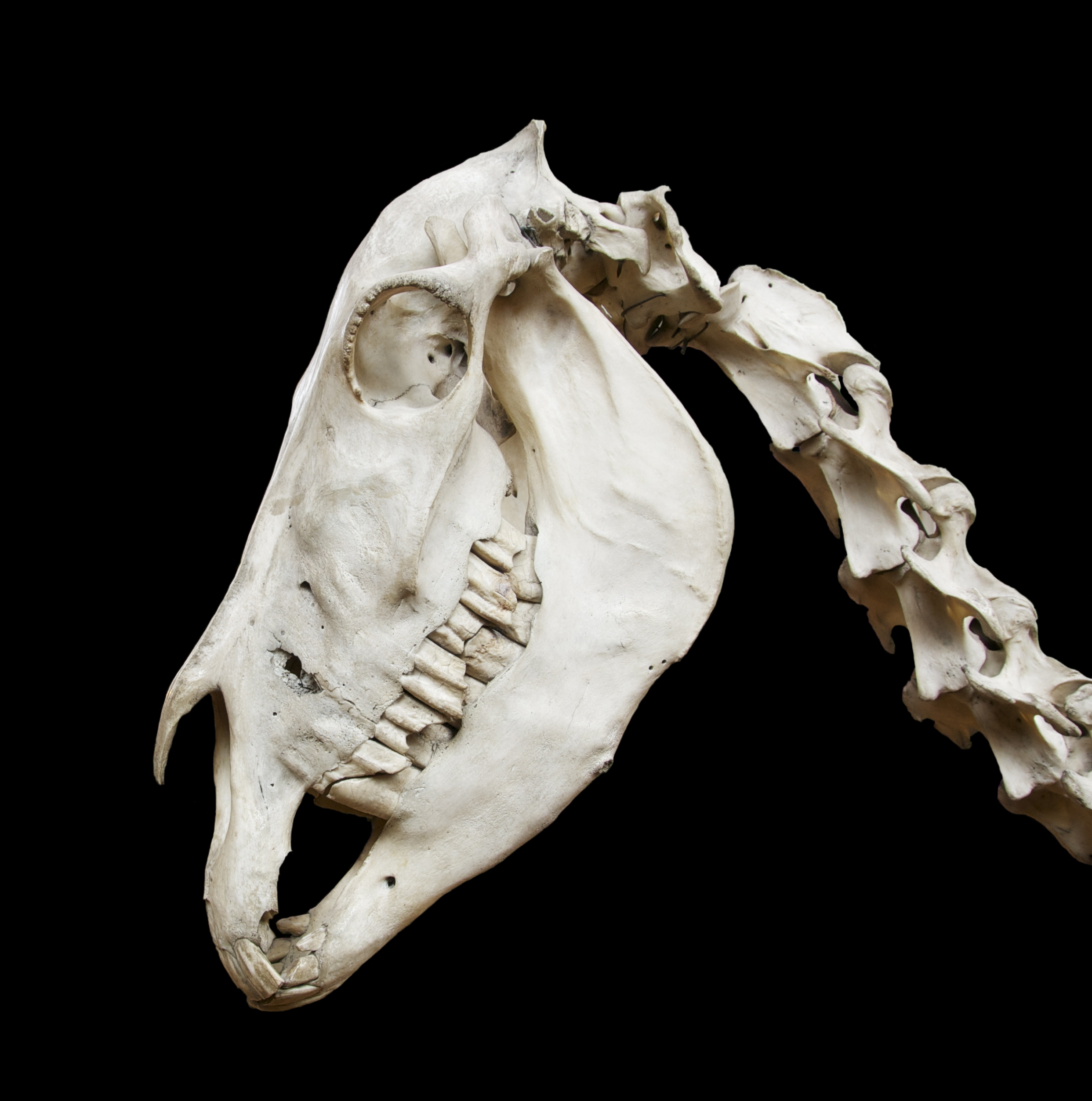
Schädel eines Asiatischen Esels

Der Schädel des Asiatischen Esels ist zwischen 42 und 52 cm lang und ist dem des Kiang (Equus kiang) sehr ähnlich mit typischer kurzer Schnauze. Die Stirnlinie verläuft relativ gerade, das Hinterhauptsbein ist schmal und senkrecht sowie kaum über die Ansatzflächen der Halswirbel (Kondylen) hinausgezogen. Das Nasenbein weist eine Länge von bis zu 22 cm auf und besitzt im vorderen Teil eine leichte Wölbung. Der Naseninnenraum zwischen Nasenbein und Zwischenkieferknochen und Oberkiefer ist relativ groß. Die Augenhöhle sitzt teilweise sehr niedrig im Schädel, aber immer hinter dem letzten Backenzahn.
Der massive Unterkiefer erreicht eine Länge von bis zu 42 cm, wobei der Kieferknochen bis zu 5 cm breit ist. Vor allem die Kiefergelenke sind sehr kräftig. Die Zahnformel für erwachsene Tiere lautet: {\displaystyle {\frac {3.1.3.3}{3.1.3.3}}}. Die Schneidezähne sind sehr breit und stehen im Oberkiefer deutlich schräger nach vorn als beim Kiang (Equus kiang), der Eckzahn ist in der Regel klein. Das zur hinteren Bezahnung bestehende Diastema kann bis zu 8,6 cm breit sein. Prämolare sind ähnlich den Molaren aufgebaut, also deutlich molarisiert, manchmal ist noch der erste Backenzahn rudimentär ausgebildet (Wolfszahn). Allgemein sind die Backenzähne hochkronig mit viel Zahnzement und gewundenen Zahnschmelzleisten. Auf den Kauflächen der unteren Molaren verläuft der Zahnschmelz dabei zwischen den beiden Vorsprüngen Metaconid und Metastylid im hinteren (zungenseitigen) Bereich teils V-förmig, teils aber auch deutlicher U-förmig.

### Sinnesleistungen und Lautäußerungen
Die Hauptkommunikation der Asiatischen Esel untereinander erfolgt wie bei den anderen Pferden olfaktorisch über die ausgeschiedenen Sekrete, allerdings verfügen sie auch über einen guten Sehsinn und ein gutes Gehör. So ergreifen sie meist schon bei einer Distanz von 2 km zu potentiellen Gefahren die Flucht. Zu ihren Lautäußerungen gibt es bisher kaum Untersuchungen.

## Verbreitung

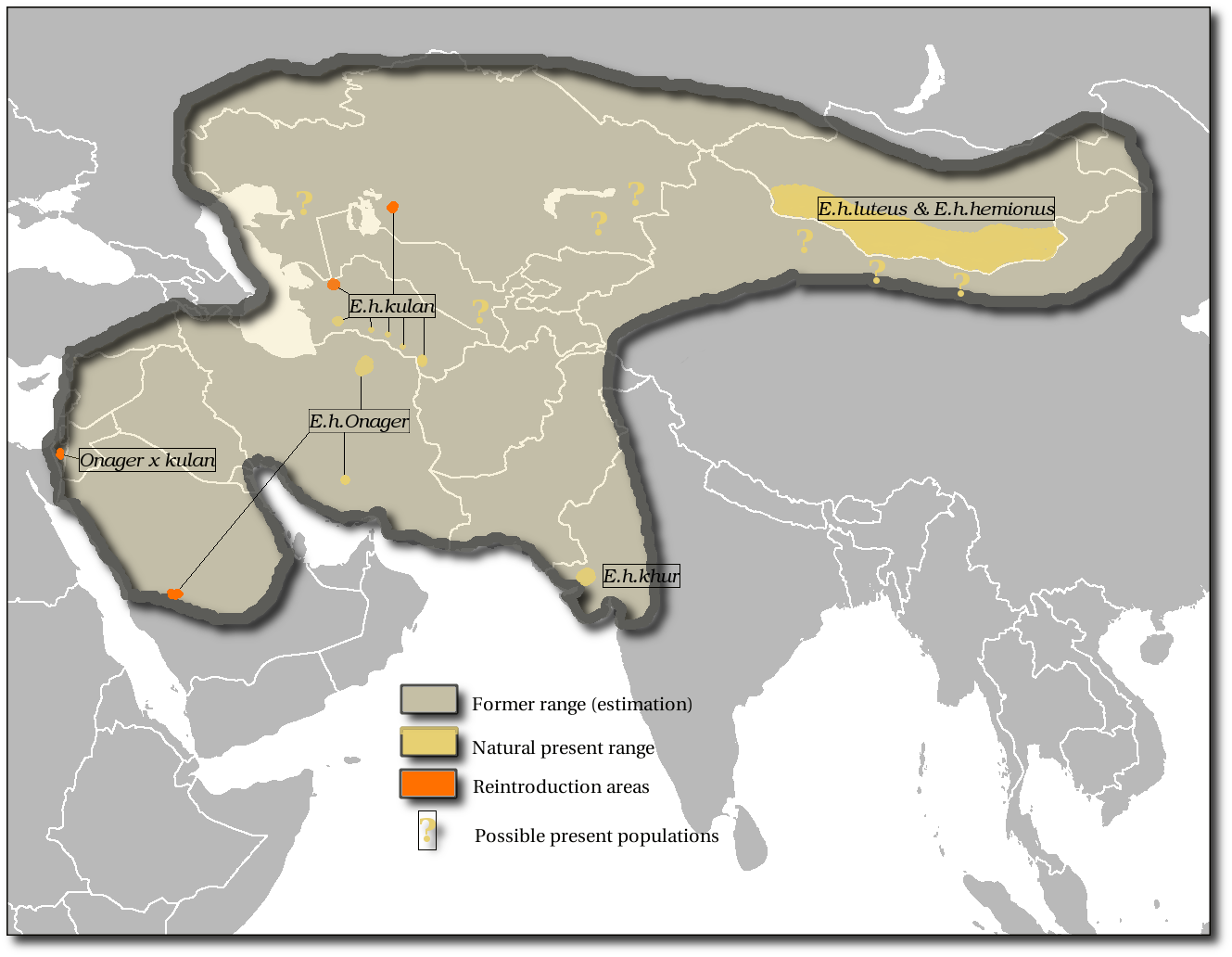
Verbreitungsgebiet des Asiatischen Esels
früher (oliv) und heute (gelb und orange)

Das Verbreitungsgebiet des Asiatischen Esels reicht von der Mittelmeerregion in Westasien über Transkaukasien und Zentralasien bis in den westlichen Bereich von Südasien und den südlichen Bereich Nordasiens. Heute ist das Verbreitungsgebiet aber stark zersplittert, so dass der Asiatische Esel auf einzelne Areale in der Mongolei, Turkmenistan, Kasachstan, Indien, Iran, Ukraine und Saudi-Arabien beschränkt ist. Dabei bewohnt der Dschiggetai vorwiegend die Wüste Gobi und der Khur den Rann von Kachchh. Der Kulan ist in größeren Populationen im Badkhyz-Naturreservat und im Andasaiski-Naturreservat zu finden, während der Onager noch häufig im Touran-Schutzgebiet und in Bahram-e-Goor zu finden ist.
Lebensräume des Asiatischen Esels sind trockene Halbwüsten, Steppen, Gebirgssteppen und teilweise Wüsten. Diese extremen Habitate, die bis zu 2000 m Seehöhe erreichen können, zeichnen sich durch hohe Temperaturen im Sommer (bis zu 40 °C) und niedrige im Winter (bis −35 °C) sowie geringe Niederschläge mit teilweise unter 100 mm im Jahr aus. Weiterhin sind die Gebiete durch eine nur dünne Vegetationsdecke charakterisiert. Im westlichen Teil seines Verbreitungsgebiets kam der Asiatische Esel früher gemeinsam mit dem Echten Esel vor, bevorzugte aber tieferliegende Gebiete. Heute sind dort beide Arten in der Wildnis ausgerottet. Im Osten kommt es teilweise zu Überschneidungen mit dem Verbreitungsgebiet des Przewalski-Pferdes (Equus przewalskii).

## Lebensweise

### Territorialverhalten

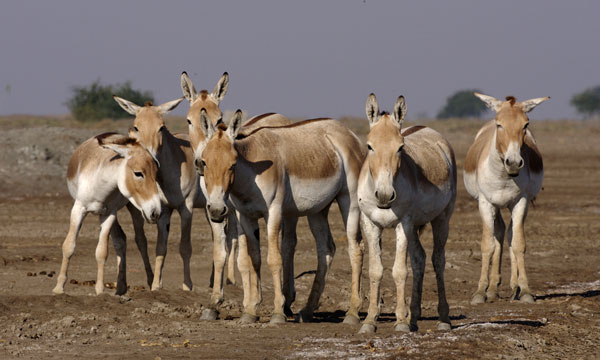
Khur-Gruppe

Das Sozialgefüge des Asiatischen Esels ist sehr unterschiedlich. Die nördlichen Populationen, so der Dschiggetai der Wüste Gobi und der Kulan Zentralasiens, tendieren eher zu Herdenbildung mit einem Hengst, mehreren Stuten und Fohlen und großen Aktionsräumen (home ranges). Hier kommen auch jährliche große Wanderungen vor, die 4.500 bis 40.000 km² große Gebiete umfassen können, wobei Wanderungen im Sommer begrenzter sind als im Winter. Teilweise bilden sich auch große Gruppenverbände von bis zu 450 Individuen, was aber meist nur an guten Nahrungsplätzen oder an Wasserstellen stattfindet. Da sich diese Großverbände innerhalb eines Tages wieder auflösen, scheint es neben der Rangordnung der einzelnen Herden keine übergeordnete Hierarchie zu geben. Daneben gibt es auch „Junggesellengruppen“ junger männlicher Tiere, die sich häufig im Winter bilden. Eine derartige Lebensweise ist ebenfalls von den Wildpferden sowie vom Steppen- (Equus quagga) und Bergzebra (Equus zebra) bekannt. Allerdings kommt es auch hier zu gelegentlicher Bildung temporärer Territorien, die dann aggressiv verteidigt werden.
Südliche Populationen, so der Khur und Onager, tendieren zu einer rein territorialen Lebensweise, wobei sich die Reviere teilweise überschneiden. Dominante Hengste unterhalten Reviere, die 9 km² Größe erreichen, jedoch auch erheblich größer sein können. Diese Territorien enthalten Nahrungs- und Rastplätze und permanente oder periodische Wasserquellen. Die Gewässer liegen aber in der Regel am Rande eines Reviers und nicht im Zentrum. Häufig begangene Wege werden mit Kot und Urin markiert, wobei oft die gleichen Markierungsstellen genutzt werden. Stuten mit Fohlen finden sich manchmal auch zu kleinen Gruppen zusammen, die Gebiete von bis zu 20 km² beweiden, die sich mit denen anderer Gruppen und dominanter Hengste überlappen. Eine ähnliche Verhaltensweise ist hier vom Grevyzebra (Equus grevyi) und vom Afrikanischen Esel bekannt.
Die unterschiedlichen sozialen Verhaltensweisen des Asiatischen Esels sind nicht vollständig geklärt. Möglicherweise spielen klimatische Faktoren oder Jagddruck seitens Beutegreifern eine Rolle. In den Verbreitungsräumen des Khurs und Onagers kommen kaum größere Raubtiere vor, so dass sie die ursprünglichere Lebensweise als territoriale Tiere beibehalten haben. Kulan und Dschiggetai dagegen unterliegen dem Jagddruck des Wolfes, was möglicherweise zur Herdenbildung stimulierte, da stabilere Gruppen bessere Überlebenschancen haben. Hier verteidigt der Hengst auch aktiv seine Gruppe.

### Ernährung
Über die Ernährungsweise des Asiatischen Esels gibt es nur wenige detaillierte Studien, generell ist er mit seinen hochkronigen Backenzähnen und mit großem Zahnzementanteil an harte kieselsäurehaltige Pflanzennahrung angepasst (grazing). Die Populationen der Gobi bevorzugen Federgräser, die in den bewohnten Steppenhabitaten weitläufig vorkommen (Stipa-Steppe), weiterhin werden aber auch Kammquecken, Achnatherum-Gräser, Schilfrohr und Binsen verzehrt. Nachgewiesen sind darüber hinaus Artemisia, Anabasis, Salzkräuter, Saxaul und Erbsensträucher im Nahrungsspektrum des Asiatischen Esels. Weiterhin kommen regional auch Lauch, Zygophyllum und Tamariskengewächse als Nahrungspflanzen vor. Bei südlicheren Populationen sind auch Fingerhirse, Fallsamengras, Liebesgräser und Dicanthium-Gräser als Nahrungsquelle vorgefunden worden. Allerdings kann es in Trockenzeiten bei nur verdorrtem Grasbewuchs auch dazu kommen, dass der Asiatische Esel zusätzlich holzige Pflanzen konsumiert, sofern nichts Anderes vorhanden ist. Dabei benutzt er seine Hufe, um Holz zu brechen, um an die eher wasserhaltigen Bereiche der Pflanzen zu kommen. Auch die Aufnahme von Samenhülsen wurde beobachtet.
Aufgrund der trockenen Klimabedingungen im Verbreitungsgebiet benötigt der Asiatische Esel ständig verfügbares Wasser, das nicht weiter als 10 bis 15 km entfernt sein sollte – es wurden aber auch schon bis zu 30 km lange Wanderungen zu Wasserstellen beobachtet. Auch gräbt der Asiatische Esel bis zu 60 cm tiefe Löcher auf der Suche nach Wasser. Im Winter nimmt ein Tier auch Schnee zu sich.

### Fortpflanzung

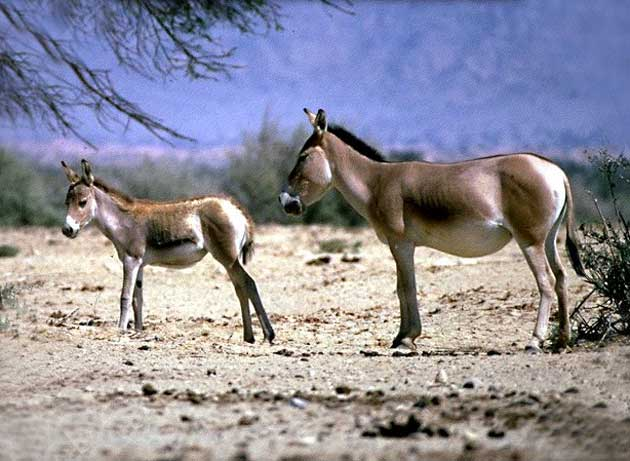
Dschiggetai-Stute mit Jungtier

Auch das Fortpflanzungsverhalten des Asiatischen Esels ist kaum untersucht und wurde nur selten in freier Wildbahn beobachtet. Der Asiatische Esel ist durchschnittlich mit zwei Jahren geschlechtsreif, die erste Paarung findet meist mit drei bis vier Jahren statt. Die Paarung erfolgt zwischen April und September, es gibt aber eine Häufung im Juni und Juli. Die Tragzeit dauert etwa elf Monate, wonach ein einzelnes Fohlen zur Welt kommt, wobei die Geburt nur etwas mehr als zehn Minuten dauert. Dieses kann innerhalb von 15 bis 20 Minuten stehen und beginnt nach spätestens anderthalb Stunden Milch zu saugen. Während der Aufzucht bleiben Fohlen und Muttertier eng zusammen, andere Tiere, auch eigene ältere Jungtiere, werden vom Muttertier verdrängt. Gelegentlich versuchen Hengste in territorial lebenden Populationen, das Jungtier zu vertreiben und die Stute dann zu decken. Wildlebende Asiatische Esel erreichen ein Alter von 14 Jahren, in Gefangenschaft können es bis zu 26 Jahre sein.

### Interaktion mit anderen Tierarten
Größter Fressfeind ist der Wolf. Untersuchungen ergaben, dass gut 23 % des Beuteanteils dem Asiatischen Esel zuzuordnen waren. Die Pferdeart verteidigt sich aktiv gegen den Beutegreifer, aber auch ein flüchtender Asiatischer Esel kann mitunter sehr schnell sein und im Galopp Geschwindigkeiten von 70 km/h erreichen, wobei über längere Distanzen 50 km/h gehalten werden. Gelegentlich treten Kropfgazellen in der Nähe von Gruppen des Asiatischen Esels auf.

### Parasiten
Zu den häufigsten inneren Parasiten gehören weitgehend Fadenwürmer, wie Trichostrongylus, Parascaris, Pferdepalisadenwurm, Lungenwürmer und der Zwergfadenwurm. Darüber hinaus kommen auch Bandwürmer vor, auch der Befall mit Kokzidien, unter anderem Eimeria ist bekannt. Erwähnenswert ist, dass es zu gegenseitigen Infektionen mit dem Przewalski-Pferd und dem Hauspferd kommen kann.

## Systematik
Der Asiatische Esel gehört als Vertreter der Gattung Equus den heutigen modernen Pferden an. Die Morphologie der unteren Molaren ist zwar sehr variabel, trotzdem wird er zur Gruppe der stenoninen oder non-caballinen Pferde gestellt. DNA-Analysen aus dem Jahr 2009 legen nahe, dass der nächste Verwandte des Asiatischen Esels der Kiang (Equus kiang) ist. Eine nah verwandte fossile Art des Asiatischen Esels stellte der Europäische Wildesel (Equus hydruntinus) dar, der im Mittleren und Oberen Pleistozän in Europa und Asien verbreitet war und möglicherweise erst im Holozän ausstarb. Dieser war schlanker und größer als heutige Asiatische Esel und erreichte eine Schulterhöhe von 160 cm. Ursprünglich stellten einige Experten diese Pferdeart in die Nähe des Afrikanischen Esels, doch ergaben anatomische Untersuchungen eine eher nähere Verwandtschaft zum Asiatischen Esel, was durch genetische Analysen bestätigt werden konnte. Sowohl der Asiatische Esel als auch der Kiang und der Europäische Wildesel werden innerhalb der stenoninen Pferde als Hemionine bezeichnet, was sich auf den wissenschaftlichen Namen des Asiatischen Esels Equus hemionus bezieht und ihre enge Verwandtschaft ausdrückt. Die möglicherweise nächstverwandten Pferdearten stellen die verschiedenen Esel und Zebras dar, das Haus- und Przewalski-Pferd sind eher entferntere Verwandte innerhalb der Gattung Equus. Der wissenschaftliche Name Equus hemionus wurde 1775 von Peter Simon Pallas eingeführt, die Erstbeschreibung erfolgte anhand eines Individuums aus dem Nordosten der Mongolei.
Es werden aktuell sechs Unterarten des Asiatischen Esels unterschieden, von denen allerdings zwei ausgestorben sind:
- Anatolischer Halbesel (E. h. anatoliensis Haltenorth & Trense, 1956); Anatolien, ausgestorben
- Mongolischer Halbesel, lokal Dschiggetai (E. h. hemionus Pallas, 1775); Mongolei
- Syrischer Halbesel, lokal Achdari (E. h. hemippus I. Goeffroy, 1855); Syrien, Mesopotamien, Arabien, etwa 1927 ausgestorben
- Indischer Halbesel, lokal Khur (E. h. khur Lesson, 1827); südlicher Iran, Pakistan, nordwestliches Indien
- Transkaspischer oder Turkmenischer Halbesel, lokal Kulan (E. h. kulan (Groves & Mazák, 1967)); Kasachstan, Turkmenistan
- Persischer Halbesel oder Onager, lokal Gur-khar (E. h. onager Boddaert, 1785); nördlicher Iran

Über die Einteilung in Unterarten gab es ursprünglich sehr viel Uneinigkeit. So werden in vielen älteren Werken noch sieben oder acht Arten von Asiatischen Eseln unterschieden, die heute meistens als Unterarten eingestuft werden. Eine Ausnahme bildet der Kiang, der heute eine eigene Art darstellt. In einer Revision der Huftiere aus dem Jahr 2011, vorgelegt von Colin Peter Groves und Peter Grubb, werden auch der Khur (Equus khur) und der Achdari (Equus hemippus) als eigenständige Arten anerkannt.

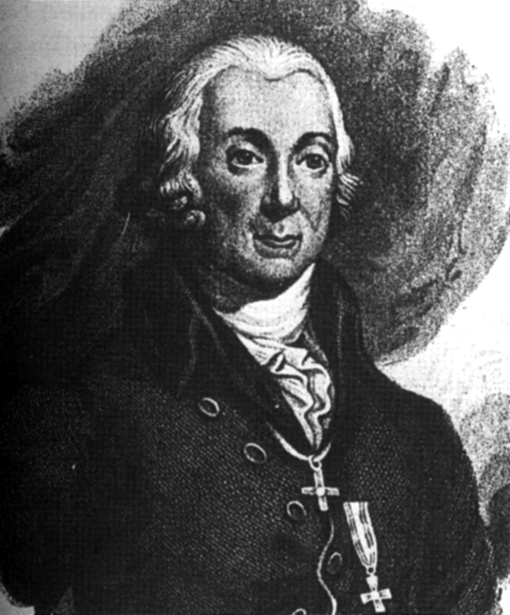
Peter Simon Pallas

Die unterschiedlichen Unterarten zeichnen sich dabei durch eine Größenzunahme vom Südwesten des Verbreitungsgebietes nach Nordosten aus. So erreichte der Achdari im Südwesten nur 100 cm Schulterhöhe, während der Dschiggetai im Nordosten zwischen 127 und 138 cm misst. Der Kulan wird dann 108 bis 116 cm hoch, für Onager und Khur werden 112 bis 120 cm Schulterhöhe angegeben. Onager und Kulan sind nach Ansicht mancher Autoritäten ein und dieselbe Unterart. Nach aktuellen molekulargenetischen Untersuchungen zur Phylogenese der Equiden lassen sich aber beide Populationen klar voneinander differenzieren. Vom Dschiggetai wird manchmal aufgrund differierender Fellfarben eine weitere Unterart abgespalten, der Gobi-Halbesel (Equus hemionus luteus), doch sind diese anderen Experten zufolge sehr variabel in einzelnen Populationen. Dass aber alle Unterarten monophyletischen Ursprungs sind, wird in der DNA-Untersuchung von 2009 nicht bestätigt, da der Onager hier näher mit dem Bergzebra verwandt ist. Eine weitere Studie aus dem gleichen Jahr zeigt dagegen eine nahe Verwandtschaft aller Unterarten des Asiatischen Esels auf.
Umfassendere genetische Analysen aus dem Jahr 2017 an subfossilem und rezentem Material verweisen auf eine weitaus komplexere phylogenetische Entwicklung des Asiatischen Esels. So verteilt sich der mongolische Dschiggetai auf wenigstens drei unterschiedliche Kladen, der Onager auf immerhin zwei. Von letzterem gilt die westliche Linie (Kaukasus/Iran) als weitgehend erloschen, lediglich einige Individuen im östlichen Teil des Verbreitungsgebietes könnten diese noch repräsentieren. Die starke Auffächerung des Dschiggetai lässt sich den Autoren der Untersuchung zufolge mit mehreren Wanderungswellen in Verbindung bringen. Da eine der Linien stärker mit der des Kiangs durchmischt ist, könnte dies dafür sprechen, dass der Kiang eine eher an Hochgebirgsbedingungen angepasste Form des Asiatischen Esels darstellt.
Stenonine Pferde sind in Asien erstmals vor 2,5 bis 3 Millionen Jahren nachgewiesen, möglicherweise gehen sie auf Equus cumminsi in Nordamerika zurück. Die nähere Verwandtschaft des Asiatischen Esels ist unbekannt, könnte aber in den pleistozänen Formen Equus namadicus oder Equus sivalensis zu finden sein. Frühe Fossilien hemionus-ähnlicher Tiere sind aus Tologoj in Russland überliefert und rund eine Million Jahre alt. Nur wenig jünger ist die fossile Unterart E. h. nalaikhaensis aus der Mongolei, deren Funde aus Ablagerungen des Flusses Tuul in das magnetostratigraphisch wichtige Jaramillo-Ereignis vor rund 900.000 Jahren datieren. Mit E. h. binagadensis aus dem Mittleren und Oberen Pleistozän ist eine weitere relativ kleine nur fossil belegte Unterart in Aserbaidschan und Iran nachgewiesen, die aber möglicherweise bis ins Holozän überlebte. Im Jungpleistozän sind Funde aus Tadschikistan, so von Chudji und Ogzi-Kichik überliefert. Vor allem im Mittleren und Jüngeren Pleistozän trat der Asiatische Esel häufig sympatrisch mit dem Europäischen Wildesel (Equus hydruntinus) auf. Wahrscheinlich ist diese zum Ende des Pleistozäns ausgestorbene Eselform ebenfalls nur als Unterart des Asiatischen Esels aufzufassen, da er den genetischen Untersuchungen aus dem Jahr 2017 zufolge stärkere Verbindungen zu den süd- und zentralasiatischen Vertretern aufweist.

## Asiatischer Esel und der Mensch

### Domestizierung
Aktuelle DNA-Untersuchungen bestätigen, dass alle heutigen Hausesel vom Afrikanischen Esel abstammen. Der anhand der DNA-Sequenzen erstellte Stammbaum teilt die Esel klar in einen afrikanischen und einen asiatischen Ast. Auf letzterem finden sich die Asiatischen Esel (Equus hemionus). Die Frage, ob auch der Asiatische Esel domestiziert werden kann und ob dies in der Vergangenheit geschehen ist, wurde kontrovers diskutiert. Auf Darstellungen aus dem alten Mesopotamien (Standarte von Ur) glaubte man Tiere zu erkennen, die weder Pferd noch Esel waren, und schloss daraus etwas vorschnell, dass der Asiatische Esel von den Sumerern und Akkadern domestiziert worden sei, um ihn vor Wagen zu spannen. In neueren Versuchen ist es aber nie gelungen, den Asiatischen Eseln ihre Scheu vor dem Menschen zu nehmen. Es wird allgemein als wahrscheinlicher angesehen, dass auch in Mesopotamien Afrikanische Esel domestiziert wurden (die trotz ihres Namens in vorgeschichtlicher Zeit auch in Vorderasien vorkamen).
Andere Forscher gehen davon aus, dass die Sumerer auch Kreuzungen zwischen dem Hausesel und dem Asiatischen Esel nutzten. Die Untersuchung des Genoms (aDNA) eines in einem bronzezeitlichen Grab in Umm el-Marra in  Syrien gefundenen Exemplars belegt, dass dieses ein solcher Hybride war. Die beteiligte Wildform war hier der Syrische Halbesel, die lokale Unterart des Asiatischen Esels.

### Bedrohung und Schutz
In geschichtlicher Zeit durchzogen Asiatische Esel die asiatischen Halbwüsten in großen Herden. Der Durst führte sie regelmäßig an die wenigen Wasserstellen ihres Lebensraums. Marco Polo berichtete im 13. Jahrhundert vom großen Vorkommen der Tiere in Arabien, Persien, Turkestan und der Gobi. Größte Bedrohungen sind heute der Verlust des Lebensraumes durch Ausbreitung menschlicher Siedlungen und wirtschaftliche Erschließung der häufig unwirtlichen, aber rohstoffreichen Gebiete. Auch die Konkurrenz zu landwirtschaftlich gehaltenen Großtieren ist ein großes Problem, da der Asiatische Esel bei Zugang zu Weideland und Wasserquellen in der Regel das Nachsehen hat. Weiterhin ist illegale Jagd auf den Asiatischen Esel, einerseits zur Nahrungsgewinnung, andererseits der Felle wegen eine zunehmende Gefahr. Seit den 1990er Jahren ist der Bestand um 52 % zurückgegangen. Alle Unterarten sind bedroht, wenn auch in unterschiedlichem Maße. Der Gesamtbestand wird von der IUCN als near threatened („potenziell gefährdet“) eingestuft.
Zu den Schutzmaßnahmen, die von der Equid Specialist Group der IUCN koordiniert werden, gehören Um- und Wiederansiedlungsmaßnahmen einzelner Populationen des Asiatischen Esels, weitere Untersuchungen der ökologischen Bedürfnisse der Art und der einzelnen Unterarten einschließlich der Habitatnutzung, verstärkte Kontrolle des Fleischhandels und Sensibilisierung der lokalen Bevölkerung.

#### Anatolischer und Syrischer Halbesel

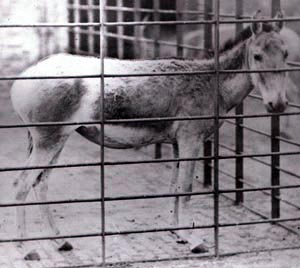
Syrischer Halbesel im Jahr 1872 im Zoo London

Der Anatolische Halbesel wurde bereits in der Antike ausgerottet. Syrische Halbesel waren noch im 19. Jahrhundert zahlreich im Gebiet des heutigen Irak vertreten, das sie in großen Herden durchstreiften. Nachdem er bereits immer seltener geworden war, wurde der Syrische Halbesel im Ersten Weltkrieg von britischen und osmanischen Soldaten so häufig erlegt, dass er an den Rand des Aussterbens geriet. Der letzte wilde Syrische Halbesel wurde 1927 getötet; ein Einzeltier starb im selben Jahr im Zoo von Wien.

#### Dschiggetai
Der Dschiggetai, auch Mongolischer Kulan genannt, ist die häufigste Unterart mit rund 41.900 lebenden Individuen in der Mongolei, was etwa drei Viertel des Gesamtbestandes des Asiatischen Esels ausmacht. Die Population dort zeigt einen stabilen Entwicklungstrend. Bedeutende Schutzgebiete sind das Große Gobi-A- und das Große Gobi-B-Schutzgebiet im Süden der Mongolei. Die IUCN geht von einem Verlust von 5 bis 10 Prozent pro Jahr aus. Zwar ist der Dschiggetai offiziell geschützt, allerdings gibt es zahlreiche Konflikte mit der nomadisch lebenden Bevölkerung und deren landwirtschaftlich genutzten Großtieren um Weideland und Wasserquellen. Seit den 1990ern nimmt überdies die Wilderei zu, was ein weiterer Grund für die starken Rückgänge der Bestände ist. Weitere rund 5000 Tiere werden in Nordchina angenommen, davon mehr als 3300 Tiere im Kalameili-Reservat. Hier lebten ursprünglich in den 1980er Jahren nur knapp 360 Dschiggetai, erst ab dem Jahr 2000, nachdem einige größere Gruppen aus der Mongolei eingewandert waren, stieg die Anzahl sprunghaft an.

#### Khur

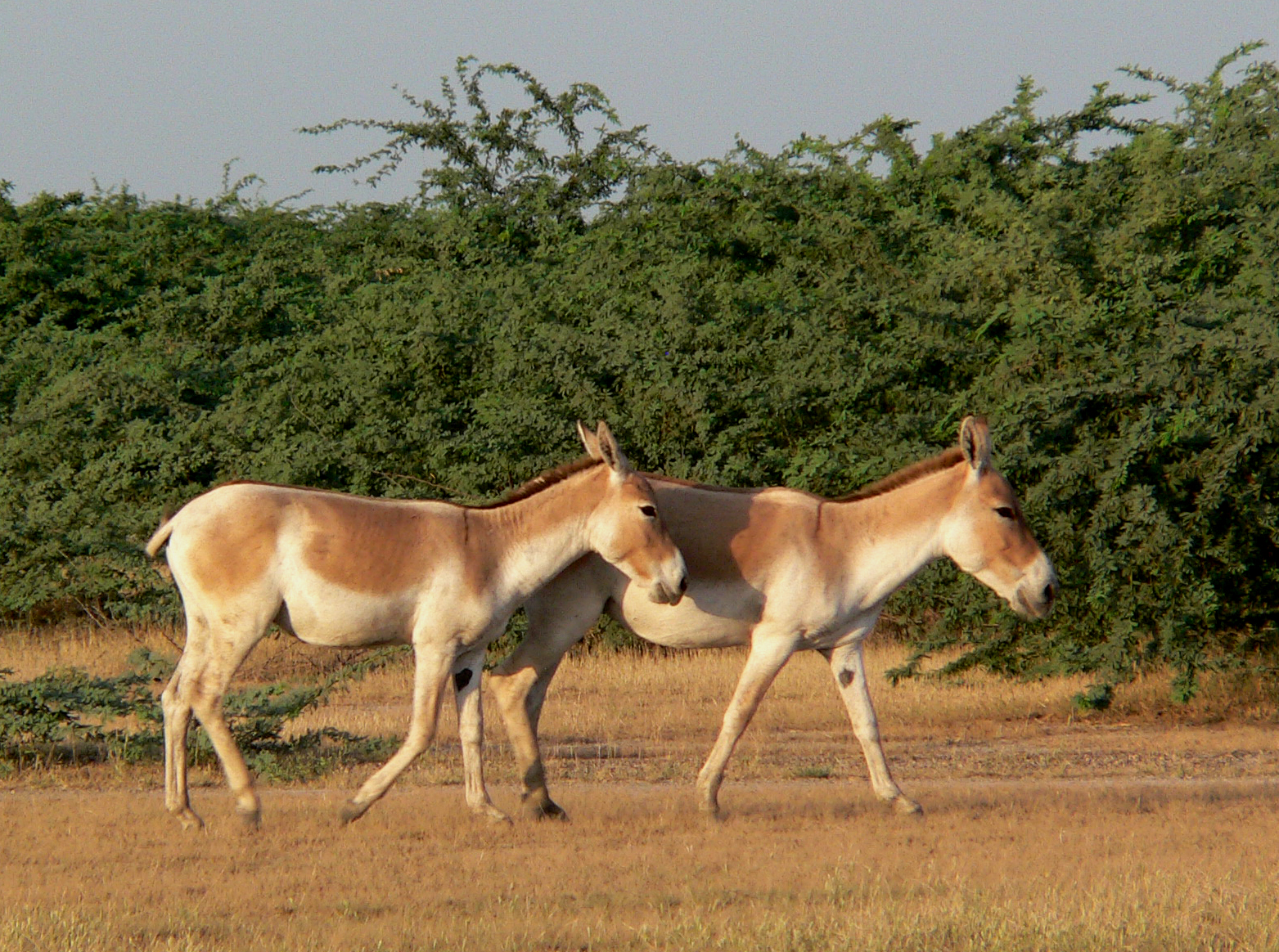
Khur

Während der 1960er Jahre starb der Khur in den iranischen und pakistanischen Teilen sowie in nahezu allen indischen Teilen seines Verbreitungsgebiets aus. Überlebt hat er lediglich im Kleinen Rann von Kachchh in Gujarat, Indien. Hier wurde mit dem Dhrangadhra-Wildreservat eigens ein Schutzgebiet für die seltenen Esel eingerichtet. Der Khur ist die einzige Unterart des Asiatischen Esels, deren Individuenzahl in der jüngeren Vergangenheit stetig zugenommen hat. Im Jahr 2014 wurden 4000 Khure im Kleinen Rann gezählt. Etwa 30 % davon leben im Schutzgebiet. Inzwischen breiten sich die Tier auch in benachbarte Regionen, etwa den Großen Rann von Kachchh und den Blackbuck-Nationalpark aus. Die Population ist beständig gewachsen, doch momentan gefährdet der Narmada-Kanal den Status des Reservats, da dieser durch sein Süßwasser zahlreiche Bauern und deren Großtiere anzieht, die so eine unmittelbare Konkurrenz der Khure sind. Außerdem gibt es Forderungen nach der Genehmigung von Salzabbau in Kachchh. Außerhalb des Schutzgebiets werden Khure von Bauern geschossen, da sie für Landwirtschaftsschädlinge und Futterkonkurrenten der Rinder gehalten werden.

#### Kulan

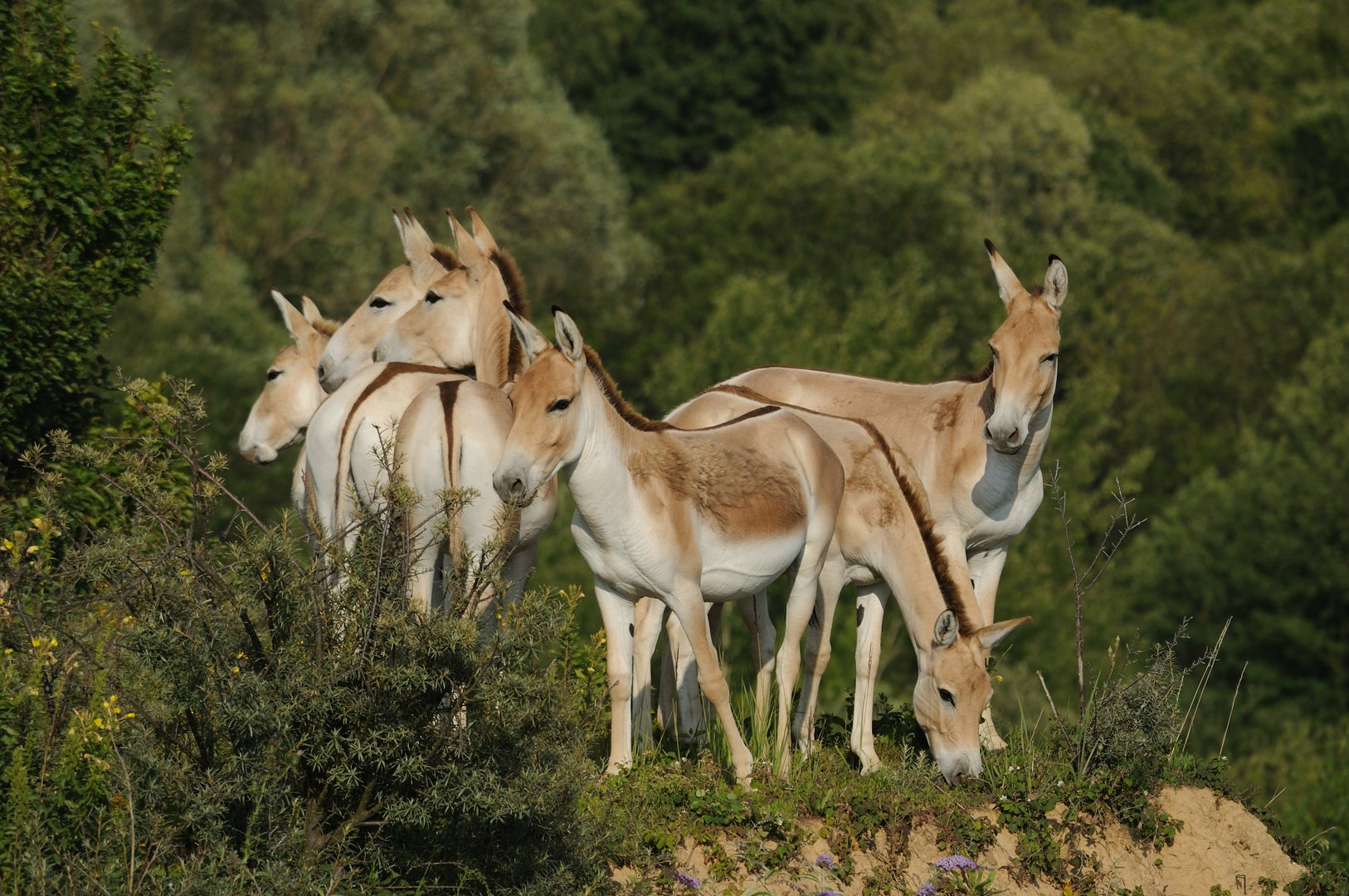
Kulane, halbwild in den GRKW-Kiesgruben

Nachdem der Kulan in Kasachstan und weiten Teilen Turkmenistans ausgerottet worden war, schuf die Sowjetunion in den 1940ern das Badkhys-Wildreservat, wo sich in den folgenden fünfzig Jahren eine Herde von 5000 Tieren bildete. Die Bestandszahlen des Kulan in Turkmenistan sind in jüngster Zeit stark geschrumpft: von den 5000 Tieren im Jahr 1993 auf geschätzte 580 im Jahr 2001. Mit der Unabhängigkeit Turkmenistans griff die Wilderei um sich. Die einzige verbliebene Herde lebte zeitweise im Badkhyz-Naturreservat, wo heute rund 420 Tiere vorkommen. Die zweitgrößte Gruppe in Turkmenistan ist ansässig in der Sarykamysch-Senke mit möglicherweise 350 bis 400 Tieren. Mittlerweile wurden die Tiere auch andernorts, etwa im Kaplankyr-Naturreservat, im Barsa-Kelmes-Naturreservat und im Altyn-Emel-Nationalpark erfolgreich wieder angesiedelt, letzterer beherbergt nach Angaben aus dem Jahr 2014 rund 2500 bis 3000 Tiere. Allerdings ist der Bestand durch die starke landwirtschaftliche Nutzung des Umlandes eingeschränkt. Die IUCN schätzt die Gesamtpopulation des Kulan auf bis zu 2000 ausgewachsene Individuen. Schuld an dieser Entwicklung ist der Wegfall der effektiven Jagdkontrolle, die zur Zeit der Sowjetunion geherrscht hatte.
Zwölf europäische Zoos pflegen im Rahmen des EEP des Europäischen Zoo-Verbandes (EAZA) etwa 50 Kulane. EEP-Koordinatorin ist Anna Mekarska im Zoo Krakau. Die Gesellschaft zur Rekultivierung der Kiesgrubenlandschaft Weilbach (GRKW) versucht aktuell, sechs männliche Kulane in natürlicher Umgebung halbwild in Europa leben zu lassen.

#### Onager

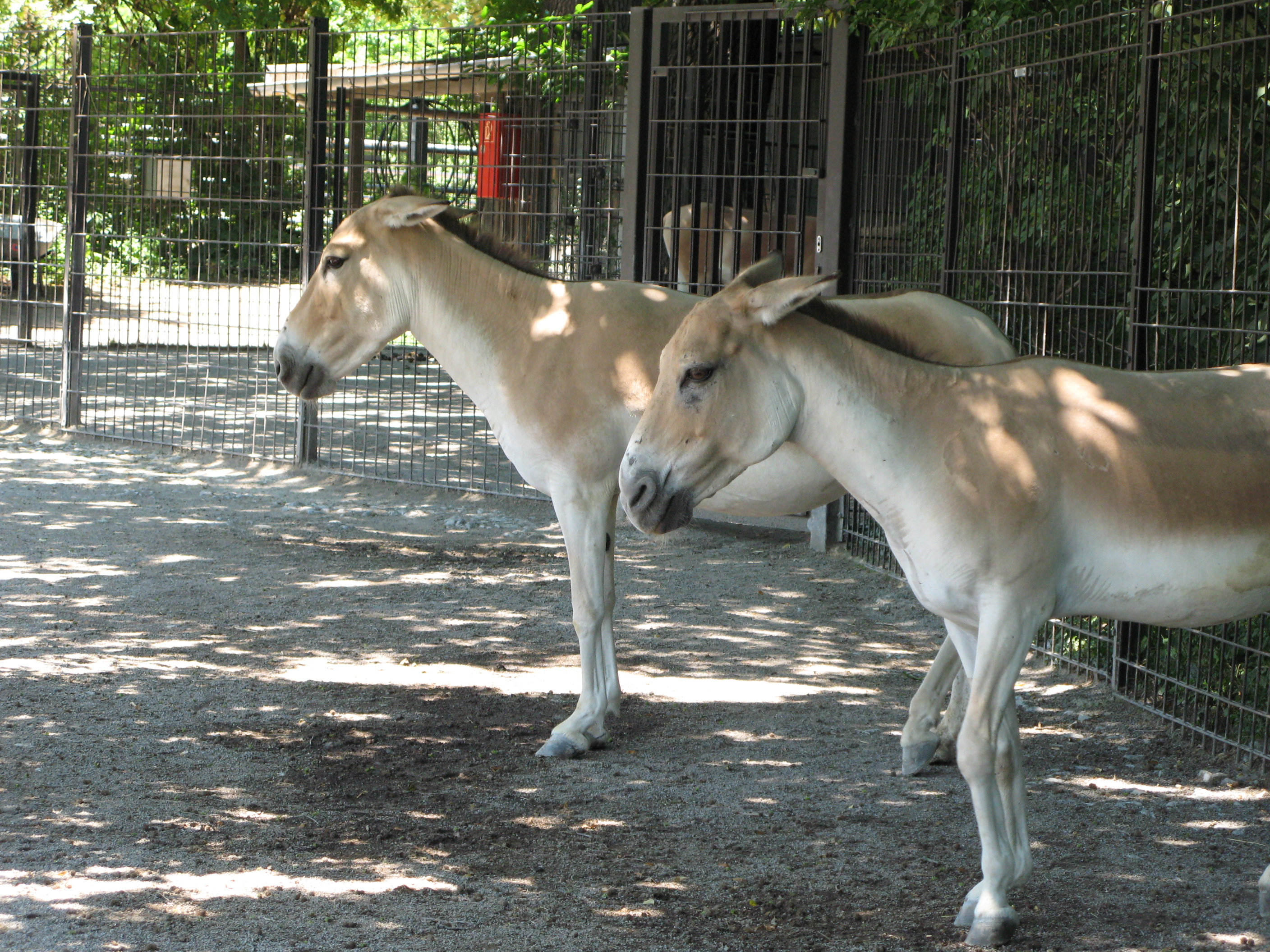
Onager im Stuttgarter Zoo Wilhelma

Die Zahl der Onager im Norden des Iran wird auf rund 780 Individuen geschätzt. Die Onager leben in zwei voneinander getrennten Populationen. Die größte Population stellt jene des 14.000 km² großen Touran-Schutzgebietes mit rund 630 Tieren, die zweite und kleinere kommt im Bahram-e-Goor-Schutzgebiet vor, welches 3850 km² umfasst und knapp 150 Individuen beherbergt. Durch drakonische Strafen für Wilderei und die Schaffung von zusätzlichen Wasserstellen bemüht sich die iranische Regierung, das Überleben der Unterart sicherzustellen.
Im Rahmen des Europäischen Erhaltungszuchtprogramms (EEP) des Europäischen Zoo-Verbandes (EAZA) leben heute etwa 150 Onager in wissenschaftlich geleiteten Zoos. EEP-Koordinator ist Stephan Hering-Hagenbeck im Tierpark Hagenbeck, Hamburg. Onager aus Zoos wurden in der Wüste Negev im Machtesch-Ramon-Erosionskrater in Israel ausgesetzt, jedoch entstammt ein Großteil der Population aus Kreuzungen mit Kulanen. Die Größe der Population liegt bei etwa 250 Tieren. Eine wesentlich kleinere Gruppe wurde in Saudi-Arabien angesiedelt.

## Etymologie
Der von Pallas benutzte Artname hemionus leitet sich aus dem griechischen Wort ἡμιόνος hemiónos ab, was sich aus ἡμί hemí „halb“ und ὄνος ónos „Esel“ zusammensetzt. Die Bezeichnung hemionos wurde bereits in der Antike von Homer und Aristoteles für Tiere aus Anatolien und Persien verwendet, bezog sich aber ursprünglich auf Maultiere und Maulesel.
Der Ursprung des Namens Onager, den Pieter Boddaert gebrauchte, ist ebenfalls griechisch: ὄναγρος ónagros, eine Zusammensetzung aus ὄνος ónos „Esel“ und ἄγριος ágrios „wild“. Die lateinischen Bezeichnungen sind onagrus oder onager. Diese Wörter verwendeten die Griechen und Römer ausschließlich für den Afrikanischen Wildesel, allerdings wird in der Vulgata damit auch der Syrische Halbesel bezeichnet.
Achdari, Dschiggetai, Gur-khar, Khur und Kulan sind die lokal gebräuchlichen Bezeichnungen für die einzelnen Populationen des Asiatischen Esels.